# 2006 QH181
2006 QH181とは、散乱円盤天体に属する太陽系外縁天体である。2006 QH181の軌道は現在、海王星と軌道共鳴しているかどうかを明らかにするにはあまりにもデータが不十分である（U=6）。

## 距離
2006 QH181は1858年ごろに近日点に到達した。毎秒1.04キロメートル毎秒 (2,300 mph)で太陽から遠ざかっている。現在太陽から遠い位置に存在する比較的大きな天体は、エリス（96.1天文単位）、2014 UZ224（90.9天文単位）、2015 TH367（~89天文単位）、Gonggong（88.0天文単位）、セドナ（85.1天文単位）、2013 FS28（84.8天文単位）、2014 FC69（84.7天文単位）である。太陽から遠く離れているため、見かけの等級は23.6にすぎない。

## 軌道
たった3つの衝で15回観測されたため、現在、軌道はあまり知られていない。JPLは「orbital quality」を0から9までランク付けし（0が最高）、2006 QH181は現在6でリストされている。